# Autriche aux Jeux olympiques de 1896
L'Autriche participe aux Jeux olympiques de 1896 à Athènes. Elle est représentée par trois athlètes : un cycliste et deux nageurs. Bien que l'Autriche faisait partie de l'Autriche-Hongrie, les résultats des compétiteurs autrichiens sont séparés de ceux des Hongrois.
Les trois sportifs alignés ont tous été récompensés dans leur discipline.

## Liste des médaillés autrichiens

### Médailles d'or
| Sport              | Discipline           | Sportifs     | Performance  |
| ------------------ | -------------------- | ------------ | ------------ |
| Médailles d'or : 2 |                      |              |              |
| Cyclisme           | Course des 12 heures | Adolf Schmal | 295,3 km     |
| Natation           | 500 m nage libre     | Paul Neumann | 8 min 12 s 6 |

### Médailles d'argent
| Sport                  | Discipline       | Sportifs        | Performance  |
| ---------------------- | ---------------- | --------------- | ------------ |
| Médailles d'argent : 1 |                  |                 |              |
| Natation               | 100 m nage libre | Otto Herschmann | 1 min 22 s 8 |

### Médailles de bronze
| Sport                   | Discipline    | Sportifs     | Performance |
| ----------------------- | ------------- | ------------ | ----------- |
| Médailles de bronze : 2 |               |              |             |
| Cyclisme                | Tour de piste | Adolf Schmal | 26 s 6      |
| Cyclisme                | 10 000 m      | Adolf Schmal |             |

## Engagés autrichiens par sport

### Cyclisme
Les trois médailles d'Adolf Schmal ont été remportées pendant les compétitions de cyclisme, même s'il a également participé aux compétitions d'escrime. En cyclisme, il a participé aux quatre épreuves.
| Discipline            | Rang                                | Sportifs     | Performance |
| --------------------- | ----------------------------------- | ------------ | ----------- |
| 333 m (tour de piste) | Médaille de bronze, Jeux olympiques | Adolf Schmal | 26 s 6      |
| 10 km                 | Médaille de bronze, Jeux olympiques | Adolf Schmal |             |
| 100 km                | -                                   | Adolf Schmal | abandon     |
| Course des 12 heures  | Médaille d'or, Jeux olympiques      | Adolf Schmal | 295,3 km    |

### Escrime
Schmal a également participé aux compétitions d'escrime, se classant quatrième au sabre.
| Discipline | Rang | Sportifs     | Performance                |
| ---------- | ---- | ------------ | -------------------------- |
| Sabre      | 4e   | Adolf Schmal | 1 victoire pour 3 défaites |

### Natation
Deux nageurs autrichiens ont concouru en 1896. Chacun a remporté une médaille.
| Discipline         | Rang                               | Sportifs        | Performance  |
| ------------------ | ---------------------------------- | --------------- | ------------ |
| 100 m nage libre   | Médaille d'argent, Jeux olympiques | Otto Herschmann | 1 min 22 s 8 |
| 500 m nage libre   | Médaille d'or, Jeux olympiques     | Paul Neumann    | 8 min 12 s 6 |
| 1 200 m nage libre | -                                  | Paul Neumann    | abandon      |